# Кенгерлінський район
Кенгерлінський район (азерб. Kəngərli rayonu) — адміністративна одиниця у складі Нахічеванської Автономної Республіки Азербайджану. Адміністративний центр — місто Гивраг.

## Розташування
Кенгерлінський район межує:
- на півдні — з Ісламською Республікою Іран (по річці Араз);
- на південному сході та сході — з Бабецьким районом;
- на півночі та з заходу — з Вірменією (по гірських хребтах);
- на заході з Шарурським районом.

## Історія
Статус району було отримано 19 березня 2004 Указом Президента Азербайджанської Республіки, коли його було сформовано із земель Шарурського і Бабецького районів.
Через постійне військове напруження між Азербайджаном і Вірменією — на території району постійно перебувають військові частини Збройних сил Азербайджану.

## Географія
Кенгерлінський район лежить біля підніжжя гір Малого Кавказу та в невеличкій Кенгерлинській низині довкола річки Араз тому рельєф району, в основному, гірський.
Зі сходу і півночі район підпирають гірські хребти Даралаязської гірської системи. Із заходу гора Тананам (Gora Tananam) 1007 метрів. З півночного заходу (на кордоні з Вірменією) кавказькі хребти з вершинами: Каракуш (Gora Karakush) 2600 метр та Кецхалтапа (Gora Kechaltapa) 2744 метрів. А зі сходу й півночі  — гори Анабад-Гядик (Gora Anabad-Gyadyk) 2081 метрів, Агкая (Gora Agkaya) 1758 метрів, Лізбід Чокеклії (Lizbird Çökəkliyi) 1777 метрів, Гора Хок (Gora Khok) 1063 метри.
Головною водоймою району є річка Араз, водами якої живляться більшість земель району. В районі протікає ще дві малі річки — Лізбиртчай и Джагричай, які підживлюються талими й дощовими водами струмків, що витікають із гір.
Клімат в Кенгерлінському районі сухий, континентальний з ознаками напівпустельного. Літо буває сухе й спекотне, а зима холодна й суха.
Район має багату флору і фауну. Рослинність, в основному, представлена напівпустельними видами. В Кенгерлінському районі можна зустріти: гірського козла, муфлона, вовка, лисицю, зайця, кабана та численні види польових гризунів, а птахів — куріпки, фазан та інші перелітні птахи.

## Населення
Все населення району — азербайджанці. Після конфлікту вірменами, сюди переселилися біженці-азербайджанці з сусідньої країни. Значна частина мешканців району подалася (хто на постійно, а хто по-сезонно) на заробітки до Туреччини чи до Баку. Адміністративний центр району місто Гивраг, в якому знаходяться всі адміністративні установи району.
Станом на 1 січня 2014 року в районі проживало 25 379 жителів.
За даними 2007 року в районі проживало 25 139 мешканців, в одному місті і 10 населених пунктах:
| #  | Населені пункти         | Кількість жителів (2007) |
| -- | ----------------------- | ------------------------ |
| 1  | Карабаграл (Qarabağlar) | 5833                     |
| 2  | Хок (Xok)               | 4887                     |
| 3  | Гивраг (Qıvraq)         | 4182                     |
| 4  | Шахтахти (Şahtaxtı)     | 3092                     |
| 5  | Чалханкала (Çalxanqala) | 2140                     |
| 6  | Беюкдюз (Böyükdüz)      | 1435                     |
| 7  | Юрдчу (Yurdçu)          | 1068                     |
| 8  | Габіллі (Qabıllı)       | 1025                     |
| 9  | Хінджаб (Xıncab)        | 604                      |
| 10 | Тезекенд (Təzəkənd)     | 505                      |
| 11 | Єні Керкі (Yeni Kərki)  | 368                      |
| 12 | Разом                   | 25139                    |

## Економіка
Основу економіки району становить сільське господарство, а саме: рослинництво, скотарство, виноградарство.
В районі працює: 12 загальноосвітніх шкіл, 4 позашкільних виховних закладів, 12 бібліотек, 13 клубних закладів, 1 музей, 2 дитячі музичні школи, центральна лікарня, 1 дільнична лікарня, 4 лікарські амбулаторії, 5 фельдшерсько-акушерських пунктів, гігієно-епідеміологічний центр та інші організації.
Через район проходить автомагістраль M-7 Highway яка з'єднує Азербайджан, Іран із Туреччиною. А також територією району прокладена залізнична колія, яка сполучала Нахічевань із Єреваном (після війни — вона не діюча, і зрідка використовується для військових потреб).